# 道魯德
道魯德是伊朗的城市，位於該國西部札格羅斯山脈西部，距離首府霍拉馬巴德約62公里，由洛雷斯坦省負責管轄，海拔高度1,466米，每年平均降雨量562毫米，2006年人口100,528。